# Collinsville (Virginia)
Collinsville es un lugar designado por el censo en el  condado de Henry, Virginia  (Estados Unidos). Según el censo de 2010 tenía una población de 7.335 habitantes.

## Demografía
Según el censo del 2000, Collinsville tenía 7.777 habitantes, 3.466 viviendas, y 2.197 familias. La densidad de población era de 381,5 habitantes por km².
De las 3.466 viviendas en un 27,2%  vivían niños de menos de 18 años, en un 47,1%  vivían parejas casadas, en un 12,2% mujeres solteras, y en un 36,6% no eran unidades familiares. En el 32,1% de las viviendas  vivían personas solas el 12,4% de las cuales correspondía a personas de 65 años o más que vivían solas. El número medio de personas viviendo en cada vivienda era de 2,23 y el número medio de personas que vivían en cada familia era de 2,77.
Por edades la población se repartía de la siguiente manera: un 21,6% tenía menos de 18 años, un 8,3% entre 18 y 24, un 29,7% entre 25 y 44, un 23,2% de 45 a 60 y un 17,2% 65 años o más.
La edad media era de 38 años.  Por cada 100 mujeres de 18 o más años  había 87,2 hombres.
La renta media por vivienda era de 30.380$ y la renta media por familia de 39.417$. Los hombres tenían una renta media de 28.137$ mientras que las mujeres 20.955$. La renta per cápita de la población era de 17.145$. En torno al 6,9% de las familias y el 8,8% de la población estaban por debajo del umbral de pobreza.

## Localidades adyacentes
El siguiente diagrama muestra a las localidades más próximas a Collinsville.